# Glisolles
Glisolles é uma comuna francesa na região administrativa da Normandia, no departamento de Eure. Estende-se por uma área de 10,99 km². Em 2010 a comuna tinha 879 habitantes (densidade: 80 hab./km²).